# Summer Rain
「Summer Rain」（サマー・レイン）は1998年7月8日にリリースされた木村由姫のデビューシングル。発売元はパイオニアLDC。

## 概要
コミー「エステティックTBC 夏のフェスタ」CMソング、TVK・神奈川県高校野球予選テーマソングに起用された。
累計売上は3.7万枚を記録。
1998年7月10日に本作でテレビ朝日系『ミュージックステーション』に初出演。同年8月14日には木村由姫 with 浅倉大介として再び出演し、プロデューサーの浅倉大介と共演を果たした。

## 収録曲
1. Summer Rain
  - 作詞：麻倉真琴　作曲/編曲：浅倉大介
2. Summer Rain (Extended Mix)
  - 作詞：麻倉真琴　作曲/編曲：浅倉大介
3. Summer Rain (Instrumental Mix)